# Simon Herle
Simon Herle, Simon Hoerl (ur. w XVI w., zm. po 1617) – gdański snycerz, czynny na przełomie XVI/XVII w.
Herle pochodził z rodu gdańskich rzemieślników. Był snycerzem czynnym głównie w Gdańsku, gdzie należał do cechu stolarzy i snycerzy, w którym uzyskał tytuł mistrzowski w roku 1590. Według własnej deklaracji w 1598 przebywał na terenie Węgier oraz Austrii i brał tam udział w kampanii wojennej.
Głównymi znanymi pracami Herlego są te wykonane w ratuszu gdańskim w latach 1594–1596 oraz 1608–1609, gdzie zrealizował prace stolarsko-snycerskie w Małej (Zimowej) Sali Rady Miejskiej, Kancelarii i przede wszystkim stworzył bogato ornamentowany wystrój snycerski reprezentacyjnej Wielkiej (Letniej) Sali Rady, zarówno strop, portal, jak i drobniejsze elementy jej wystroju. Innym dużym zrealizowanym zamówieniem był ołtarz główny kościoła św. Katarzyny w Gdańsku, który rzeźbił od 1609 do 1613. Przez kilka lat, od 1600 do 1605 r., wypełniał zamówienia stolarskie dla Wielkiej Zbrojowni. Znana jest też jego rzeźba głowy jelenia z 1594 będąca dodatkowym elementem kompozycyjnym obrazu Orfeusz wśród zwierząt Hansa Vredemana de Vries, eksponowanego wówczas w gdańskim Dworze Artusa. W 1617 r. przebywał w Wolgaście, tworząc ozdobne boazerie i inne elementy snycerskie w tamtejszym zamku.
Z całego dorobku Herlego do czasów współczesnych zachowała się tylko jedna praca – bogato zdobiona ława w Wielkiej Sali Rady ratusza gdańskiego. Ponadto znane są przedwojenne fotografie niektórych jego prac w Gdańsku, sprzed zniszczeń 1945 r..